# Antun Mahnić
Antun Mahnić (pravo ime Anton Mahnič; Kobdilj, Slovenija, 14. rujna 1850. – Zagreb, 14. prosinca 1920.) bio je biskup Krčke biskupije. Bio je Slovenac (Mahnič), koji se, stigavši u Krk, potpuno opredijelio za hrvatske narodne i vjerske interese, kao i za zajednički nastup hrvatskog i slovenskog katoličkog naroda.  Naročito se isticao zaštitom pisma glagoljice. Bio je pokretač Hrvatskoga katoličkog pokreta, a njegov rad je davao glavni ton tom pokretu.

## Život i javno djelovanje
Rođen je u Kobdilju, pokraj Štanjela, u Habsburškoj Monarhiji, danas Slovenija. Završio je teološki studij u Beču i zaređen za svećenika 1874., a doktorirao 1881. Potom predaje na teologiji i vrši razne službe u Gorici. U tom razdoblju aktivno se uključuje u slovenski društveni i politički život, kritizirajući liberalizam i liberalni katolicizam. Započinje izdavati katolički časopis Rimski katolik (1889). Zbog odlučnog i ponekada (pre)oštrog nastupa prozvali su ga liberalni protivnici „nevihta s Krasa” (oluja s Krasa).
Godine 1896. postaje krčki biskup. Odmah započinje s osnivanjem vjerskih društava te s aktivnostima vezanim uz katoličko izdavaštvo, uključujući osnivanje tiskare Kurykta u Krku. Tamo počinje 1901. godine izdavati zajednički mjesečnik za hrvatske i slovenske svećenike klanjaoce Sanctissima Eucharistia; koji 1911. godine dobi ime „Svećenička zajednica”, jer su Slovenci osnovali svoj vlastiti časopis „Vzajemnost.” Sazvao je dvije biskupske sinode. Najvažnije pak je pokretanje časopisa za kršćansku filozofiju Hrvatska straža za kršćansku prosvjetu 1903. godine. Istodobno inicira pokretanje hrvatskih katoličkih studentskih listova i udruženja diljem Monarhije. Tako 1905. počinje izlaziti studentsko glasilo Luč. 
Vjerojatno je to bio odjek rezolucija Prvoga hrvatskog katoličkog sastanka u Zagrebu, 1900., čiji je maran sudionik bio i biskup Mahnić.
Mahnićev najvažniji angažman je uvijek bilo okupljanje i odgajanje mladeži. U tu svrhu je želio dobiti u svoju biskupiju don Boscove salezijance; nisu doduše došli u njegovu biskupiju, nego u druge dijelove Goričke metropolije: u Rovinj (1913. – 1956.) i u Rijeku (1918.). U Zagrebu je 1906. osnovano Hrvatsko katoličko akademsko društvo "Domagoj", a 1909. nastaje Hrvatski katolički đački savez (HKĐS), kao krovna organizacija mladeških društava.
Kasnije osniva Pijevo društvo, u Zagrebu 1908., čiji je list bilo Jutro. S vremenom su se različite grupe katoličkih intelektualaca okupile oko toga tjednika i ujedinile u jedinstven pokret – Hrvatski katolički pokret (HKP), čije je temeljno udruženje bio Hrvatski katolički narodni savez (HKNS), osnovan u Zagrebu 1910. Prema zamisli Antuna Mahnića, vodstvo HKP-a trebali su preuzeti tzv. seniori a ne studenti te se zato 1913. formira Hrvatski katolički seniorat (HKS), sa sjedištem u Zagrebu, kao upravljačko tijelo.
Mahnićev prvi životni cilj je širenje i obrana katoličke vjere i njezinih moralnih načela u javnosti i društvu, koje je bilo prožeto rastućim liberalizmom i sekularizacijom. Tako je radio najprije u Sloveniji u Gorici. Nastavio je istim žarom kao krčki biskup; ali u Hrvatskoj je imao više uspjeha. Zato kaže Radićev životopis o njemu: „Mahnić je Sloveniji dao mnogo, a Hrvatskoj je dao – sve!”
Autor je brojnih radova iz teološkog, filozofskog, estetskog i politološkog područja. Ustrajao je na jasnim kriterijima u procjeni umjetničkog djela, odnosno "da umjetničko stvaranje lijepih ili ružnih oblika bez suvislih i jasnih sadržaja nije ništa drugo do pobožanstvenje svakog pojedinačnog djela, bez zajedničkog središta u nekom ljudskom smislu ili samom Bogu".

## Smrt i štovanje
Poslije Prvoga svjetskog rata talijanske vlasti prognale su Mahnića iz Krka u Frascati kod Rima. Tamo se teško razbolio od raka te odlazi u Zagreb, gdje i umire na glasu svetosti 14. prosinca 1920. Prvotno je bio pokopan na Mirogoju, potom su mu ostatci preneseni u crkvu sv. Franje Ksaverskoga u Zagrebu, a 2002. u krčku katedralu.

### Postupak za beatifikaciju
Na 93. godišnjicu njegove smrti, 14. prosinca 2013. je u katedralnoj crkvi Uznesenja blažene djevice Marije u Krku počeo svečanom svetom misom postupak za proglašenje blaženim i svetim. Slavlje je vodio krčki biskup Valter Župan. 
Otvaranje postupka za beatifikaciju biskupa Mahnića odvilo se u nazočnosti riječkog nadbiskupa i metropolita Ivana Devčića, porečkog i pulskog biskupa Dražena Kutleše, koparskog biskupa Jurija Bizjaka, te pedesetak svećenika i velikoga broja vjernika. Na svečanosti otvorenja postupka za beatifikaciju biskupa Mahnića bio je nazočan i o. Božidar Nagy, postulator bl. Ivana Merza koji je s biskupom Mahnićem bio posebno povezan. Merz je prvi blaženik proizašao iz Mahnićeva Katoličkoga pokreta.

## Spomen
- Krčki biskup Ivica Petanjak otvorio je nakon euharistijskoga slavlja 3. prosinca 2017. u župnoj crkvi sv. Franje Asiškoga u Zagrebu spomen-ploču Antunu Mahniću, čije je tijelo od 1929. do 2002. počivalo u toj crkvi.[4]

## Također pogledajte
- Ivan Merz
- Marica Stanković
- Ljubomir Maraković
- Ivo Protulipac
- Josip Stadler
- Alojzije Stepinac
- Marija Petković
- Miroslav Bulešić
- Rudolf Eckert

## Vanjske poveznice
- Dr. Stanislav Vitković: Nastanak i razvoj Hrvatskoga katoličkog pokreta
- „Čuvar s Jadrana“ – škof Anton Mahnič med prvo svetovno vojno (Biskup Antun Mahnić za vrijeme prvog svjetskog rata) (slov.)
- Krk- Otvoren proces beatifikacije biskupa Antuna Mahnića  Arhivirana inačica izvorne stranice od 28. prosinca 2013. (Wayback Machine)
- Otvaranje postupka za proglašenje blaženim i svetim biskupa Antuna Mahnića  Arhivirana inačica izvorne stranice od 20. prosinca 2021. (Wayback Machine)

| Prethodnik:          | Krčka biskupija | Nasljednik:    |
| Andrija Marija Sterk | Krčka biskupija | Josip Srebrnić |